# Sahiba Qafarova
Sahiba Qafarova Ali qizi (en azerí: Sahibə Əli qızı Qafarova) (Shamkir, República Socialista Soviética de Azerbaiyán, 19 de marzo de 1955) es una profesora y política azerí, presidenta de la Asamblea Nacional de la República de Azerbaiyán desde marzo de 2020. Es miembro del partido Nuevo Azerbaiyán y miembro del Consejo de la Asamblea intergubernamental de Comunidad de Estados Independientes.

## Biografía
Sahiba Qafarova nació en 1955 en la ciudad Shamkir de Azerbaiyán. Estudió en el Instituto Pedágogico del ruso y literatura de nombre de Mirza Fatali Akhundov, también en la facultad de la filología inglés de la Universidad de las Lenguas de Azerbaiyán. 
Desde 1981 Sahiba Qafarova trabaja en la Universidad Eslava de Bakú. Fue vicerrector por las relaciones internacionales de la universidad. Entre los años 2000-2004 trabajaba como decana de la facultad de las lenguas europeas de la Universidad Occidental, también fue el Jefe del Departamento de la filología inglés.

## Actividad política
Sahiba Qafarova fue el diputado de la Asamblea Nacional de la República de Azerbaiyán desde 2010. Es también el Jefe de la delegación azerbaiyana en la Asamblea Parlamentaria del Consejo de Europa. El 28 de diciembre de 2018 Sahiba Qafarova fue nombrada el Jefe del Grupo del Trabajo de las relaciones intergubernamentales entre Azerbaiyán y República Checa. En el noviembre de 2019 como el observador participó en las elecciones parlamentarias de Bielorrusia.
El 10 de marzo de 2020 en la primera sesión plenaria de la Asamblea Nacional de la República de Azerbaiyán de la VI convocación Sahiba Qafarova fue elegida la portavoz de la Asamblea Nacional de la República de Azerbaiyán.